# 妙楽寺 (川崎市)
妙楽寺（みょうらくじ）は、神奈川県川崎市多摩区にある、天台宗の寺院。山号は長尾山。通称あじさい寺。大晦日、元日には多くの人が参拝に訪れる。

## 概要
妙楽寺は、長尾寺とも威光寺ともいわれ、源家累代の祈祷所とする長尾山威光寺であった。851年（仁寿元年）天台宗の円仁が威光寺を建立したという。1977年（昭和52年）、本間紀男によって薬師三尊の解体修理が行われ、日光菩薩像の胎内から「武州立花郡太田郷長尾山威光寺」の墨書銘が発見された。
中世の名残を伝える地名（別所、堀の内、竹の沢ほか）の他、五輪塔や板碑が保存され、また歴史的な遺物として出土した大形甕のかけらは渥美製とされる。
近年、1000株のアジサイが植えられて「あじさい寺」として親しまれており、毎年6月の第3日曜日には「長尾の里 あじさいまつり」が開催されている。

## 歴史
- 851年（仁寿元年）- 円仁が威光寺を建立する。
- 1180年（治承4年）- 源頼朝が長尾寺を阿野全成に与える[6]。
- 1208年（承元2年）- 狛江入道増西による寺領の苅田狼藉事件を鎌倉幕府に訴え出る[7]。
- 1405年（応永12年）- 梵鐘を鋳造する。
- 1509年（永正6年）- 薬師如来像を造立する。
- 1547年（天文16年）- 日光菩薩像を造立する。
- 江戸時代の文化・文政期 『新編武蔵風土記稿』の長尾村の頁に、『東鑑』に登場する威光寺との関連について考察が記録される[1]。
- 江戸時代の天保年間 『江戸名所図会』に名所として描かれる[8]。
- 2009年（平成21年） 薬師堂を建立する[要出典]。

## 文化財
- 木造薬師如来両脇侍像（川崎市重要歴史記念物[9]）
- 紙本着色五趣生死輪図（川崎市重要歴史記念物[10]）
- 志良以先生頌徳碑（川崎市地域文化財[11]）
- 妙楽寺の石造十王像（川崎市地域文化財[12]）

## 交通アクセス
- JR南武線 宿河原駅・久地駅から徒歩20分。

JR南武線・小田急小田原線登戸駅より長尾台コミュニティバスあじさい号
- あじさい号： 登戸駅（生田緑地口） - 長尾橋 - あじさい寺 - 久地駅

あじさい寺バス停下車、徒歩約１分。
JR南武線久地駅より長尾台コミュニティバスあじさい号、川崎市営バス
- あじさい号： 久地駅 - 長尾 - あじさい寺 - 登戸駅

あじさい寺バス停下車、徒歩約１分。
- 川崎市バス、久地駅 - 長尾 - 藤子・F・不二雄ミュージアム - 向ヶ丘遊園駅南口行
- 東急バス、久地駅 - 長尾 - 藤子・F・不二雄ミュージアム - 向ヶ丘遊園駅南口行

長尾バス停下車、徒歩10分。
小田急小田原線向ヶ丘遊園駅より川崎市営バス、東急バス
- 川崎市バス、向ヶ丘遊園駅南口 - 藤子・F・不二雄ミュージアム - 長尾橋 - 長尾 - 久地駅 - 第三京浜入口行・井田営業所前行
- 東急バス、向ヶ丘遊園駅南口 - 藤子・F・不二雄ミュージアム - 長尾橋 - 長尾- 久地駅 - 二子玉川駅行

長尾バス停下車、徒歩10分。